# Gregor Ftičar
Gregor Ftičar (* 1985 in Kranj) ist ein slowenischer Jazzmusiker (Piano, Keyboard, Orgel, Komposition).

## Wirken
Ftičar absolvierte 2011 sein Masterstudium in Jazzpiano an der Universität für Musik und darstellende Kunst Graz. 
Ftičar war 2014 mit seinem Trio Finalist der European Jazz Competition in Rotterdam. Im selben Jahr tourte er mit dem European Jazz Orchestra in der Tschechischen Republik. Er war  Mitbegründer des Jazzsextetts Sharp 6. Mit seinem Trio und Iva Stanič entstand 2015 das Album Close to You – Tribute to Burt Bacharach. 2017 veröffentlichte er sein Debütalbum Gregor Ftičar: Solo auch mit eigenen Kompositionen, das international Beachtung fand. Im Duo mit dem Bassisten Hervé Jeanne entstand das Album Lagamas (2019). Zusammen mit dem Schlagzeuger Paolo Orlandi konzipierte er das Trio North-East, das mit dem Bassisten Mátyás Szandai 2023 ein erstes Album bei Unit Records veröffentlichte. Weiterhin arbeitete er mit Musikern wie Don Menza, Bob Brookmeyer, Boško Petrović, Howard Curtis, Derrick Gardner, Francis Mbappe oder Doug Hammond zusammen. Er ist auch auf Alben von Alfa in Omega, Eva Kess, Ratko Divjak und Marjan Loborec zu hören.
Ftičar unterrichtet an der Universität Ljubljana das Nebenfach »Jazz Klavier mit Improvisation«.